# Fernando Cañarte
Fernando Cañarte, vollständiger Name Nelson Fernando Cañarte Wrobbel, (* 19. August 1979 in Montevideo) ist ein uruguayischer Fußballspieler.

## Karriere
Der 1,80 Meter große Mittelfeldakteur Cañarte stand zu Beginn seiner Karriere im Jahr 2000 in Reihen des Danubio FC. 2001 war er in der ersten Jahreshälfte auf Leihbasis für Centro Atlético Fénix aktiv. Das restliche Jahr verbrachte er ebenfalls im Rahmen eines Leihgeschäfts bei Villa Española. Nach Rückkehr zu Danubio gehörte er dem Kader der Montevideaner im Jahr 2002 an. Sodann schloss er sich dem Club Atlético Cerro, dessen Spieler er 2003 war. In der Saison 2004 bestritt er für die Montevideo Wanderers neun Partien (kein Tor) in der Primera División. Im September 2004 kehrte er zu Cerro zurück und lief saisonübergreifend in mindestens 25 Erstligabegegnungen auf. Dabei erzielte er wenigstens fünf Treffer. Anfang 2007 verpflichtete ihn der Rocha FC, für den er in jenem Jahr 13 Spiele (kein Tor) in der höchsten uruguayischen Spielklasse absolvierte. 2008 gehörte er erneut dem Kader Villa Españolas an. In der Apertura 2008 stehen dort neun Erstligaeinsätze ohne persönlichen Torerfolg für ihn zu Buche. 2009 setzte er seine Karriere zunächst beim Zweitligisten Club Sportivo Cerrito fort. Von August 2009 bis Ende Januar 2010 war er Spieler des bolivianischen Klubs Jorge Wilstermann. In der Clausura 2010 folgte ein Engagement bei Juventud in Las Piedras, bei dem er mindestens einmal (kein Tor) in der Segunda División eingesetzt wurde. Mitte 2010 wechselte er innerhalb der Liga zum Durazno FC. In der Spielzeit 2010/11 absolvierte er beim in der gleichnamigen Departamento-Hauptstadt im Landesinneren beheimateten Verein zehn Zweitligapartien und schoss drei Tore. Anfang Februar 2012 schloss er sich dem Club Atlético Torque an und stieg mit der Mannschaft aus der Segunda B Amateur in die zweite uruguayische Profiliga auf. Dazu trug er mit einem Tor bei zwei Einsätzen bei. Auch in der anschließenden Apertura 2012 gehörte er dem Kader an. Seit Jahresanfang 2013 war Cerrito erneut sein Arbeitgeber. Seit Anfang September 2013 gehört er zum dritten Mal in seiner Laufbahn dem Kader Villa Españolas an. Er stieg mit dem Klub in der Saison 2013/14 aus der Segunda División Amateur in die Segunda División auf. Dort lief er in den beiden folgenden Spielzeiten 34-mal in der Liga auf und schoss zehn Tore. Zur Zwischenspielzeit 2016, mit der wieder vom jahresübergreifenden europäischen System auf jahresgebundene Saisons umgestellt wurde, folgte der Aufstieg in die Primera Division. Während der Saison 2016 wurde er zweimal (kein Tor) in der höchsten uruguayischen Spielklasse eingesetzt.